# Élections à l'Assemblée régionale de Murcie de 2019
Les élections à l'Assemblée régionale de Murcie de 2019 (en espagnol : elecciones a la Asamblea Regional de Murcia de 2019) se tiennent le 26 mai 2019, afin d'élire les 45 députés de la Xe législature de l'Assemblée régionale, pour un mandat de quatre ans.

## Contexte

### Enjeux
L'Assemblée régionale de Murcie est la législature décentralisée et monocamérale de la région de Murcie, dotée d'un pouvoir législatif en matière régionale tel que défini par la Constitution espagnole et le statut d'autonomie de la région de Murcie, ainsi que de la capacité de voter la confiance en un président du gouvernement ou de la retirer. Conformément à l'article 69.5 de la Constitution, l'Assemblée régionale a la faculté de désigner des sénateurs représentant la communauté autonome au Sénat.

### Dissolution de l'Assemblée régionale
Le mandat de l'Assemblée régionale de Murcie expire quatre ans après la date de son élection précédente, à moins qu'il n'ait été dissous plus tôt. Le président de la région de Murcie doit déclencher des élections vingt-cinq jours avant la date d'expiration des pouvoirs de l'Assemblée régionale, le jour des élections ayant lieu le cinquante-quatrième jour suivant celui de la convocation et devant correspondre au quatrième dimanche du mois de mai. La séance constitutive a lieu dans un délai de trente jours à compter de la célébration des élections.
Le président de la région de Murcie a néanmoins la possibilité de dissoudre l'Assemblée régionale et de convoquer des élections à tout moment, à condition qu'aucune motion de censure ne soit en cours et que cette dissolution n'intervienne pas avant un an après la précédente, ni lorsqu'il ne reste qu'un an avant l'expiration naturelle de la législature ou qu'un processus électoral national est en cours. Si un processus d'investiture échoue à élire un président régional dans un délai de deux mois à compter du premier tour de scrutin, l'Assemblée régionale est automatiquement dissoute et une nouvelle élection déclenchée.

## Mode de scrutin
Conformément à l'article 24 du statut d'autonomie de la région de Murcie, l'Assemblée régionale est composée d'un nombre de députés compris entre quarante-cinq et cinquante-cinq députés. La loi électorale murcienne 2/1987, modifiée en 2015, fixe ce nombre à 45 députés (en espagnol : diputados) élus pour une législature de quatre ans au suffrage universel direct et suivant le scrutin proportionnel d'Hondt à listes fermées par l'ensemble des personnes résidant dans la communauté autonome où résidant momentanément à l'extérieur de celle-ci, si elles en font la demande.
Depuis 2015 et conformément à l'article 13 de la loi électorale, la circonscription électorale correspond à l'ensemble du territoire de la communauté autonome.
Comme dans toute l'Espagne, le vote blanc est reconnu et comptabilisé comme un vote valide. Il est par conséquent pris en compte pour déterminer si un parti a franchi ou non le seuil électoral. En revanche, conformément à l'article 96.5 de la LOREG, seuls les suffrages exprimés sont pris en compte pour la répartition des sièges à pourvoir.

### Conditions de candidature
La loi électorale prévoit que les partis, fédérations, coalitions et groupements électoraux sont autorisés à présenter des listes de candidats. Toutefois, les partis, fédérations ou coalitions qui n'ont pas obtenu de mandat aux Cortes lors de l'élection précédente sont tenus d'obtenir au moins la signature de 0,1 % des électeurs inscrits au registre électoral de la circonscription dans laquelle ils cherchent à se faire élire, alors que les regroupements d'électeurs sont tenus d'obtenir la signature d'au moins 1 % des électeurs. Il est interdit aux électeurs de signer pour plus d'une liste de candidats. En même temps, les partis et les fédérations qui ont l'intention d'entrer en coalition pour participer conjointement à une élection sont tenus d'informer la commission électorale compétente dans les dix jours suivant le déclenchement de l'élection. Les listes doivent comprendre des candidats des deux sexes dans une proportion non inférieure à 40 % l'un par rapport à l'autre.

### Répartition des sièges
Toute candidature qui n'a pas obtenu un minimum de 3 % des voix n'est pas admise à participer à la répartition des sièges. La répartition se déroule de la manière suivante :
- on ordonne les candidatures sur une colonne en allant de la plus votée vers la moins votée ;
- on divise le nombre de voix obtenues par chaque candidature par 1, 2, 3... jusqu'au nombre de sièges à pourvoir dans le but de former un tableau ;
- on attribue les sièges à pourvoir en tenant compte des plus grands quotients selon un ordre décroissant ;
- lorsque deux candidatures obtiennent un même quotient, le siège est attribué à celle qui a le plus grand nombre total de voix ; lorsque deux candidatures ont exactement le même nombre total de voix, l'égalité est résolue par tirage au sort et les suivantes de manière alternative.

Les sièges propres à chaque formation politique sont attribués aux candidats en suivant l'ordre de présentation sur la liste. En cas de décès, incapacité ou démission d'un député, le siège vacant revient au candidat ou, le cas échéant, au suppléant placé immédiatement derrière le dernier candidat élu de la liste.

## Campagne

### Principaux partis
| Parti | Parti                                                                         | Chef de file         | Résultat en 2015           |
| ----- | ----------------------------------------------------------------------------- | -------------------- | -------------------------- |
|       | Parti populaire de la région de Murcie Partido Popular de la Régión de Murcia | Fernando López Miras | 37,4 % des voix 22 députés |
|       | Parti socialiste ouvrier espagnol Partido Socialista Obrero Español           | Diego Conesa (es)    | 23,9 % des voix 13 députés |
|       | Podemos-Equo                                                                  | Óscar Urralburu      | 13,2 % des voix 6 députés  |
|       | Ciudadanos                                                                    | Isabel Franco        | 12,6 % des voix 4 députés  |

### Sondages
| Institut       | Date       | PP             | PSOE           | Podemos      | Cs         | IU          | Autres |
| -------------- | ---------- | -------------- | -------------- | ------------ | ---------- | ----------- | ------ |
| Institut       | Date       |                |                |              |            |             |        |
| SyM Consulting | 15/03/2018 | 32,4 % (15-16) | 26,0 % (11-13) | 10,2 % (4-5) | 18,8 % (9) | 7,1 % (2-3) | 5,5 %  |

## Résultats

### Participation
| Taux de participation | En 2015 | En 2019 | Différence |
| --------------------- | ------- | ------- | ---------- |
| à 14 heures           | 36,53 % | 36,33 % | 0,2        |
| à 18 heures           | 50,91 % | 49,72 % | 1,19       |
| à 20 heures           | 63,57 % | 64,11 % | 0,54       |

### Voix et sièges
|                       |                                                         |           |       |               |        |               |  |  |  |  |  |  |  |  |
| Partis                | Partis                                                  | Voix      | %     | +/−           | Sièges | +/−           |  |  |  |  |  |  |  |  |
|                       | Parti socialiste ouvrier espagnol (PSOE)                | 212 600   | 32,47 | 8,52          | 17     | 4             |  |  |  |  |  |  |  |  |
|                       | Parti populaire (PP)                                    | 211 849   | 32,35 | 5,00          | 16     | 6             |  |  |  |  |  |  |  |  |
|                       | Ciudadanos (Cs)                                         | 78 483    | 11,99 | 0,58          | 6      | 2             |  |  |  |  |  |  |  |  |
|                       | Vox                                                     | 61 998    | 9,47  | 8,62          | 4      | 4             |  |  |  |  |  |  |  |  |
|                       | Podemos-Equo                                            | 36 486    | 5,57  | 7,65          | 2      | 4             |  |  |  |  |  |  |  |  |
|                       | Coalition municipale (MC–CCD–CIFA–PITP–UxA)             | 14 605    | 2,23  | 0,20          | 0      | en stagnation |  |  |  |  |  |  |  |  |
|                       | Somos Región                                            | 13 373    | 2,04  | Nv.           | 0      | en stagnation |  |  |  |  |  |  |  |  |
|                       | Changeons la région de Murcie (CR)                      | 13 252    | 2,02  | 2,79          | 0      | en stagnation |  |  |  |  |  |  |  |  |
|                       | Parti animaliste contre la maltraitance animale (PACMA) | 5 561     | 0,85  | 0,12          | 0      | en stagnation |  |  |  |  |  |  |  |  |
|                       | Parti communiste des peuples d'Espagne (PCPE)           | 798       | 0,12  | en stagnation | 0      | en stagnation |  |  |  |  |  |  |  |  |
|                       | Avec vous, nous sommes la démocratie (Contigo)          | 641       | 0,10  | Nv.           | 0      | en stagnation |  |  |  |  |  |  |  |  |
|                       | Le troisième age en action (3e en acción)               | 554       | 0,08  | Nv.           | 0      | en stagnation |  |  |  |  |  |  |  |  |
|                       | Parti cantonal (PCAN)                                   | 512       | 0,08  | Nv.           | 0      | en stagnation |  |  |  |  |  |  |  |  |
|                       | Démocratie plurielle (DPL)                              | 377       | 0,06  | Nv.           | 0      | en stagnation |  |  |  |  |  |  |  |  |
|                       | Union démocratique digitale espagnole (UDDE)            | 228       | 0,03  | Nv.           | 0      | en stagnation |  |  |  |  |  |  |  |  |
|                       | Votes blancs                                            | 3 479     | 0,53  | 1,04          |        |               |  |  |  |  |  |  |  |  |
|                       |                                                         |           |       |               |        |               |  |  |  |  |  |  |  |  |
| Votes valides         | Votes valides                                           | 654 796   | 99,30 |               |        |               |  |  |  |  |  |  |  |  |
| Votes nuls            | Votes nuls                                              | 4 641     | 0,70  |               |        |               |  |  |  |  |  |  |  |  |
| Total / Participation | Total / Participation                                   | 659 437   | 100   | -             | 45     | en stagnation |  |  |  |  |  |  |  |  |
| Abstentions           | Abstentions                                             | 398 541   | 37,67 |               |        |               |  |  |  |  |  |  |  |  |
| Inscrits              | Inscrits                                                | 1 057 978 | 62,33 |               |        |               |  |  |  |  |  |  |  |  |